# Third Eye Machine
Third Eye Machine (TEM) ist eine französische Metal-Band.

## Geschichte
Gegründet wurde die Band 1996 durch die Initiative von Mister Paak (dem Sänger), in Chambéry, einer kleinen Stadt in den französischen Alpen. Third Eye Machine komponierten das erste Werk Trauma bereits 1999, welches schon sehr früh die Basis für den rauen und eindrucksvollen Sound legte.
Trauma war ein selbst produziertes Demo-Album. Das Album bekam sehr positive Kritiken von Journalisten und die FNAC Shops wählen Trauma zum „autoprod of the month“.
Zu dieser Zeit traten Third Eye Machine in verschiedenen Clubs und Bars auf und wurden dabei von dem Schweizer Produzenten David Weber (Young Gods, Lofofora, Shovel) entdeckt. Dieser ermöglichte die Produktion des Albums Lookin’ for Cure, welches 2002 erschien. Lookin’ for Cure stieß auf positive Resonanz, jedoch bedauerte die Band die künstlerischen Kompromisse, die durch den Zeitdruck während der Produktion eingegangen werden mussten – Lookin’ for Cure reflektierte somit nicht die Energie, Dunkelheit und Emotionen, die Third Eye Machine sich als Ziel gesetzt hatten.
Kurz darauf kontaktierte die Band den Produzenten Sam Albert (Nostromo, Bumblefoot) und fragte ihn, ob er mit ihnen eine Mini-CD mit zwei Songs nach den neuen Vorstellungen produzieren möchte. Daraus entstand das West Balkans Project.
Von diesem wurden tausende Probeexemplare in Frankreich verteilt und gab einen Vorgeschmack auf das kommende Album von Third Eye Machine. West Balkans Project landete schließlich auch in den Händen des Labels EMI, welches Third Eye Machine darum bat, auf der „Area Metal“-Compilation vertreten zu sein. Zeitgleich wählte das Rage Magazin Third Eye Machine zur „French discovery“ und präsentiere die Gruppe auch auf ihrem Sampler.
Nach zwei Jahren plante Third Eye Machine mit Romkert ein reiferes, dunkleres und ausdrucksstarkes Album. Loot (Bass) produzierte das Album, dessen Titelsong Romkert in die Top 5 des amerikanischen Metal Radiosenders Chronix einsteigen konnte, selbst.
Der Einstieg in den amerikanischen Markt und die große Verbreitung im Internet durch Chronix brachte Third Eye Machine eine Vielzahl neuer Möglichkeiten und Chancen, z. B. dass sich ihre innovative Musik bzw. Songs nun auch in Filmen oder Videospielen wiederfanden.

## Diskografie
- 1996: Out in the Green (Demo)
- 1999: Trauma
- 2002: Lookin’ for Cure
- 2003: West Balkans Project
- 2004: Romkert
- 2006: Million Reasons... Not to Tell the Truth